# Анжевка
Анжевка — упразднённая деревня в Иланском районе Красноярского края России. Входила в состав Карапсельского сельсовета. Исключена из учётных данных в 2001 году.

## География
Располагалась на правобережье ручья Чикильчет (он же Анжевка) (приток реки Кан), на расстоянии приблизительно 3 км по прямой к юго-западу от села Карапсель.

## История
Основана в 1904 году. По данным на 1926 год посёлок Анжевка состоял из 7 хозяйств. В административном отношении входил в состав Карапсельского сельсовета Канского района Канского округа Сибирского края.

## Население
По данным переписи 1926 года в поселке проживало 52 человека (26 мужчин и 26 женщин), основное население — русские.